# Inmunización

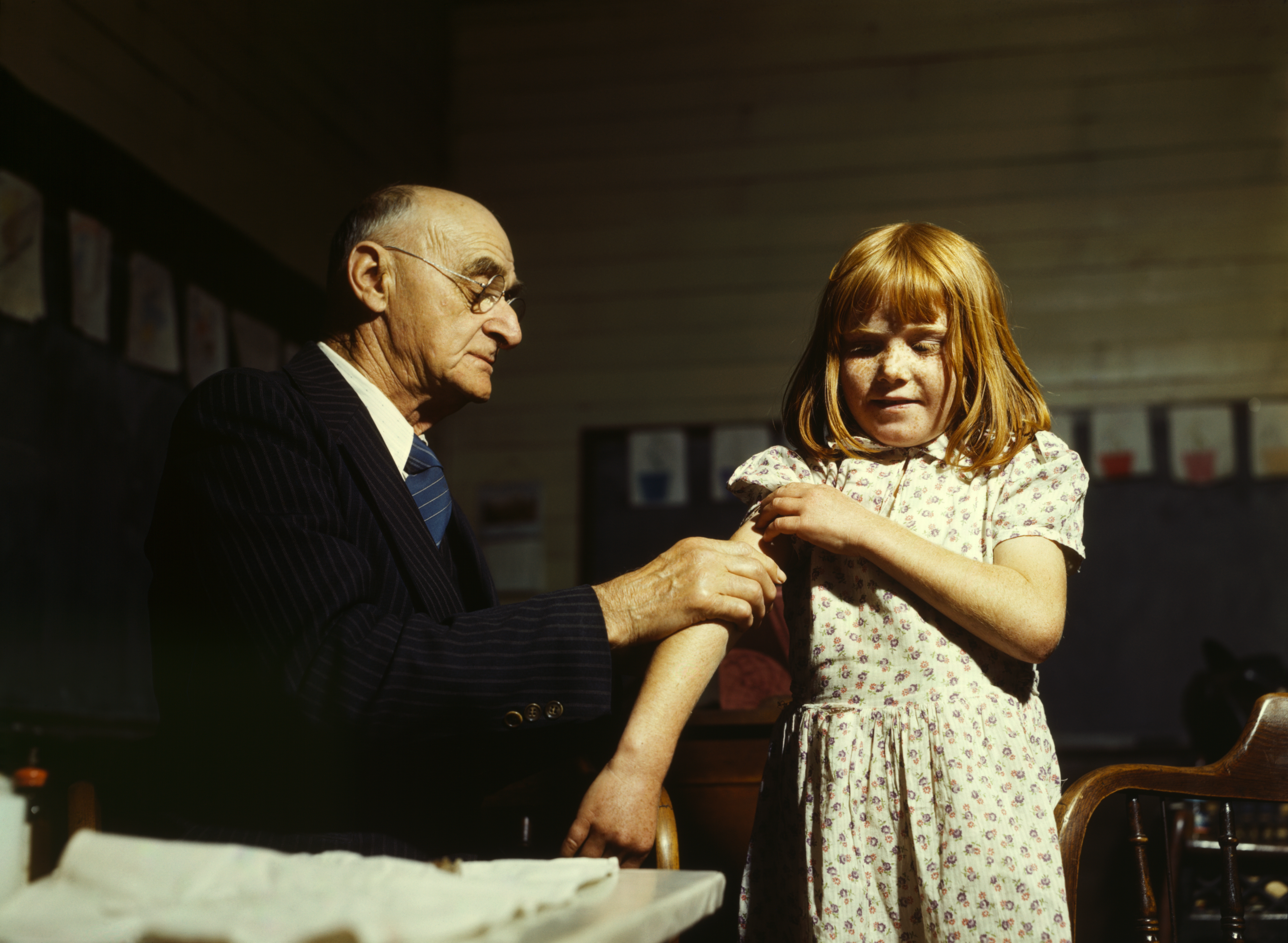
El Dr. Schreiber, de San Agustín, administró una vacuna contra la fiebre tifoidea en una escuela rural del condado de San Agustín, Texas. Transferencia de la Oficina de Información de Guerra de los Estados Unidos, 1944.

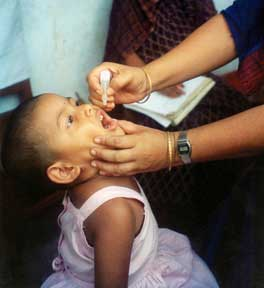
Una niña siendo vacunada contra la polio.

La inmunización es el proceso por el cual el sistema inmunológico de un individuo se fortalece contra un agente (conocido como el inmunógeno).
Cuando este sistema se expone a moléculas extrañas al cuerpo, llamadas no propias, orquestará una respuesta inmunológica, y también desarrollará la capacidad de responder rápidamente a un encuentro posterior debido a la memoria inmunológica. Esta es una función del sistema inmunológico adaptativo. Por lo tanto, al exponer a un animal a un inmunógeno de manera controlada, su cuerpo puede aprender a protegerse: esto se llama inmunización activa.
Los elementos más importantes del sistema inmunológico que se mejoran con la inmunización son las células T, las células B y los anticuerpos que producen las células B. Las células B de memoria y las células T de memoria son responsables de una rápida respuesta a un segundo encuentro con una molécula extraña. La inmunización pasiva es la introducción directa de estos elementos en el cuerpo, en lugar de la producción de estos elementos por el propio cuerpo.
La inmunización se realiza a través de varias técnicas, la más común es la vacunación. Las vacunas contra los microorganismos que causan enfermedades pueden preparar el sistema inmunológico del cuerpo, ayudando así a combatir o prevenir una infección. El hecho de que las mutaciones puedan hacer que las células cancerosas produzcan proteínas u otras moléculas conocidas por el cuerpo constituye la base teórica de las vacunas terapéuticas contra el cáncer. Otras moléculas pueden utilizarse también para la inmunización, por ejemplo, en las vacunas experimentales contra la nicotina (NicVAX) o la hormona grelina en los experimentos para crear una vacuna contra la obesidad.
A menudo se afirma ampliamente que las inmunizaciones son menos arriesgadas y una forma más fácil de hacerse inmune a una enfermedad particular que arriesgarse a una forma más leve de la propia enfermedad. Son importantes tanto para los adultos como para los niños, ya que pueden protegernos de las muchas enfermedades que existen. La inmunización no solo protege a los niños contra enfermedades mortales, sino que también ayuda a desarrollar el sistema inmunológico de los niños. Mediante el uso de vacunas, algunas infecciones y enfermedades han sido casi completamente erradicadas en los Estados Unidos y en el mundo. Un ejemplo es la polio. Gracias a los dedicados profesionales de la salud y a los padres de los niños que se vacunaron en el plazo previsto, la poliomielitis ha sido eliminada en los Estados Unidos desde 1979. La polio todavía se encuentra en otras partes del mundo, por lo que ciertas personas podrían estar aún en riesgo de contraerla. Esto incluye a aquellas personas que nunca se han vacunado, las que no recibieron todas las dosis de la vacuna o las que viajan a zonas del mundo donde la polio todavía está presente.
La inmunización/vacunación activa ha sido nombrada uno de los "Diez Grandes Logros de la Salud Pública en el Siglo XX".

## Historia
Antes de la introducción de las vacunas, las personas sólo podían ser inmunes a una enfermedad infecciosa contrayendo la enfermedad y sobreviviendo a ella. La viruela fue prevenida de esta manera por la inoculación, que produjo un efecto más leve que la enfermedad natural. La primera referencia clara a la inoculación de la viruela fue hecha por el autor chino Wan Quan (1499-1582) en su Douzhen xinfa (痘疹心法) publicada en 1549. En China, las costras de la viruela en polvo se volaban por la nariz de los sanos. Los pacientes desarrollaban un caso leve de la enfermedad y desde entonces eran inmunes a ella. La técnica tenía una tasa de mortalidad del 0,5-2,0%, pero era considerablemente menor que la tasa de mortalidad del 20-30% de la propia enfermedad. La Royal Society de Londres recibió dos informes sobre la práctica china de la inoculación en 1700; uno del Dr. Martin Lister, que recibió un informe de un empleado de la Compañía de las Indias Orientales con sede en China, y otro de Clopton Havers. Según Voltaire (1742), los turcos derivaron su uso de la inoculación de la vecina Circassia. Voltaire no especula sobre de dónde derivaron los circasianos su técnica, aunque informa que los chinos la han practicado "estos cien años". Fue introducida en Inglaterra desde Turquía por Lady Mary Wortley Montagu en 1721 y utilizada por Zabdiel Boylston en Boston ese mismo año. En 1798 Edward Jenner introdujo la inoculación con la viruela de la vaca (vacuna contra la viruela), un procedimiento mucho más seguro. Este procedimiento, conocido como vacunación, reemplazó gradualmente a la inoculación de viruela, ahora llamada variolación para distinguirla de la vacunación. Hasta el decenio de 1880 la vacuna/vacunación se refería únicamente a la viruela, pero Louis Pasteur desarrolló métodos de inmunización para el cólera de las gallinas y el ántrax en los animales y para la rabia humana, y sugirió que los términos vacuna/vacunación se ampliaran para abarcar los nuevos procedimientos. Esto puede causar confusión si no se tiene cuidado de especificar qué vacuna se utiliza, por ejemplo, la vacuna contra el sarampión o la vacuna contra la gripe.

## Inmunización pasiva y activa

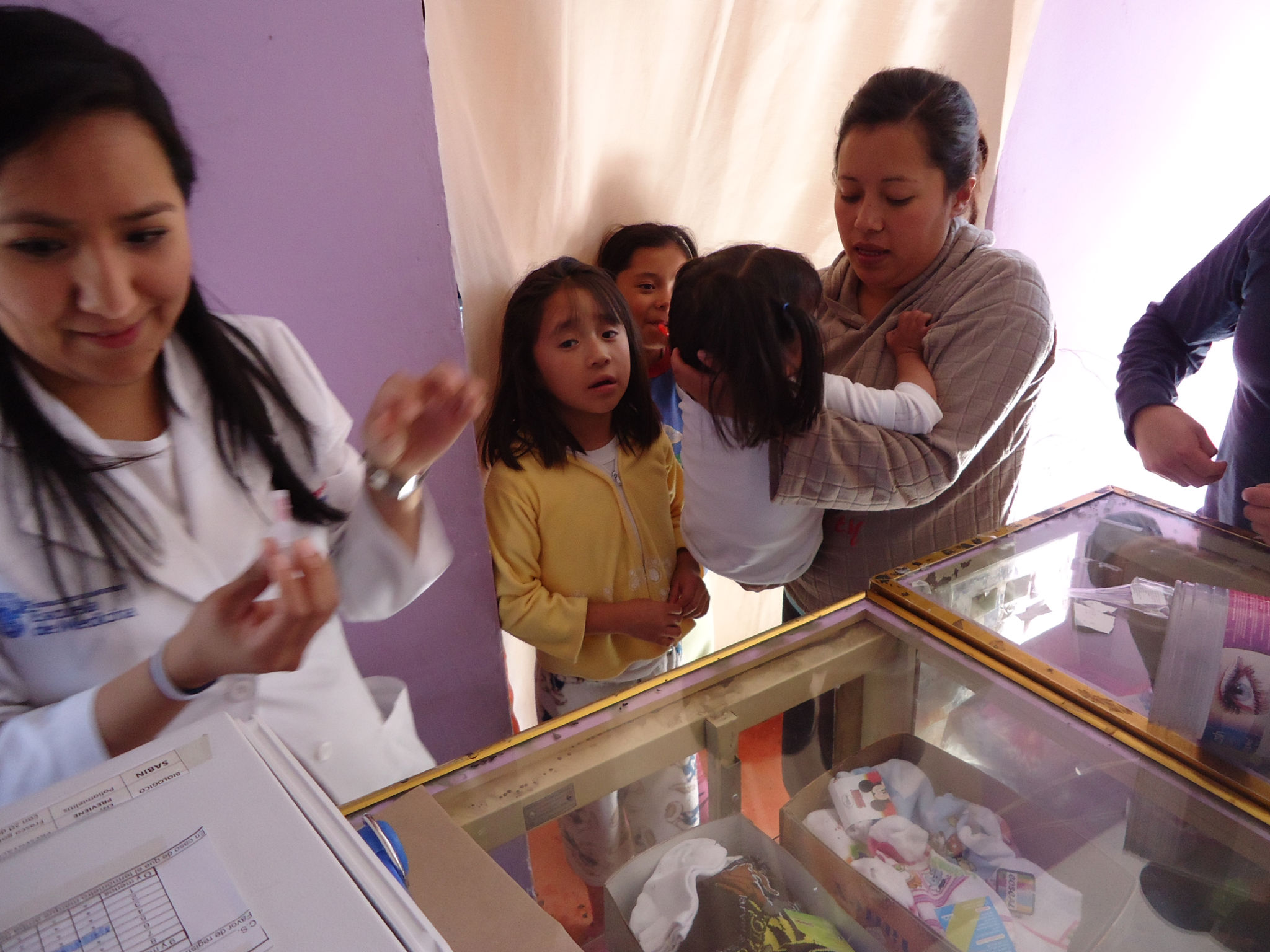
Estudiante de medicina participando en una campaña de vacunación contra la polio en México

La inmunización puede lograrse de manera activa o pasiva: la vacunación es una forma activa de inmunización.

### Inmunización activa
La inmunización activa puede ocurrir naturalmente cuando una persona entra en contacto con, por ejemplo, un microbio. El sistema inmunológico eventualmente creará anticuerpos y otras defensas contra el microbio. La próxima vez, la respuesta inmunológica contra este microbio puede ser muy eficiente; este es el caso en muchas de las infecciones infantiles que una persona sólo contrae una vez, pero luego es inmune.
La inmunización activa artificial consiste en inyectar el microbio, o partes de él, en la persona antes de que pueda asimilarlo de forma natural. Si se usan microbios enteros, son pretratados.
La importancia de la inmunización es tan grande que los Centros Americanos para el Control y la Prevención de Enfermedades la han nombrado uno de los "Diez Grandes Logros de la Salud Pública en el Siglo XX".
Las vacunas vivas atenuadas han disminuido la patogenicidad. Su eficacia depende de la capacidad del sistema inmunológico para replicarse y provoca una respuesta similar a la de una infección natural. Por lo general, es eficaz con una sola dosis. Ejemplos de vacunas vivas atenuadas incluyen el sarampión, las paperas, la rubéola, la SPR, la fiebre amarilla, la varicela, el rotavirus y la gripe (LAIV).

### Inmunización pasiva
La inmunización pasiva consiste en transferir a una persona los elementos presintetizados del sistema inmunitario para que el cuerpo no tenga que producirlos por sí mismo. Actualmente, los anticuerpos pueden ser usados para la inmunización pasiva. Este método de inmunización comienza a funcionar muy rápidamente, pero es de corta duración, porque los anticuerpos se descomponen de forma natural, y si no hay células B para producir más anticuerpos, éstos desaparecerán.
La inmunización pasiva se produce fisiológicamente, cuando los anticuerpos se transfieren de la madre al feto durante el embarazo, para proteger al feto antes y poco después del nacimiento.
La inmunización pasiva artificial se suele administrar por inyección y se utiliza si ha habido un brote reciente de una enfermedad determinada o como tratamiento de emergencia para la toxicidad, como en el caso del tétanos. Los anticuerpos pueden producirse en animales, lo que se denomina "terapia con suero", aunque hay una gran posibilidad de que se produzca un choque anafiláctico debido a la inmunidad contra el propio suero animal. Por lo tanto, en su lugar se utilizan anticuerpos humanizados producidos in vitro por cultivo celular, si están disponibles.

## Economía de las inmunizaciones

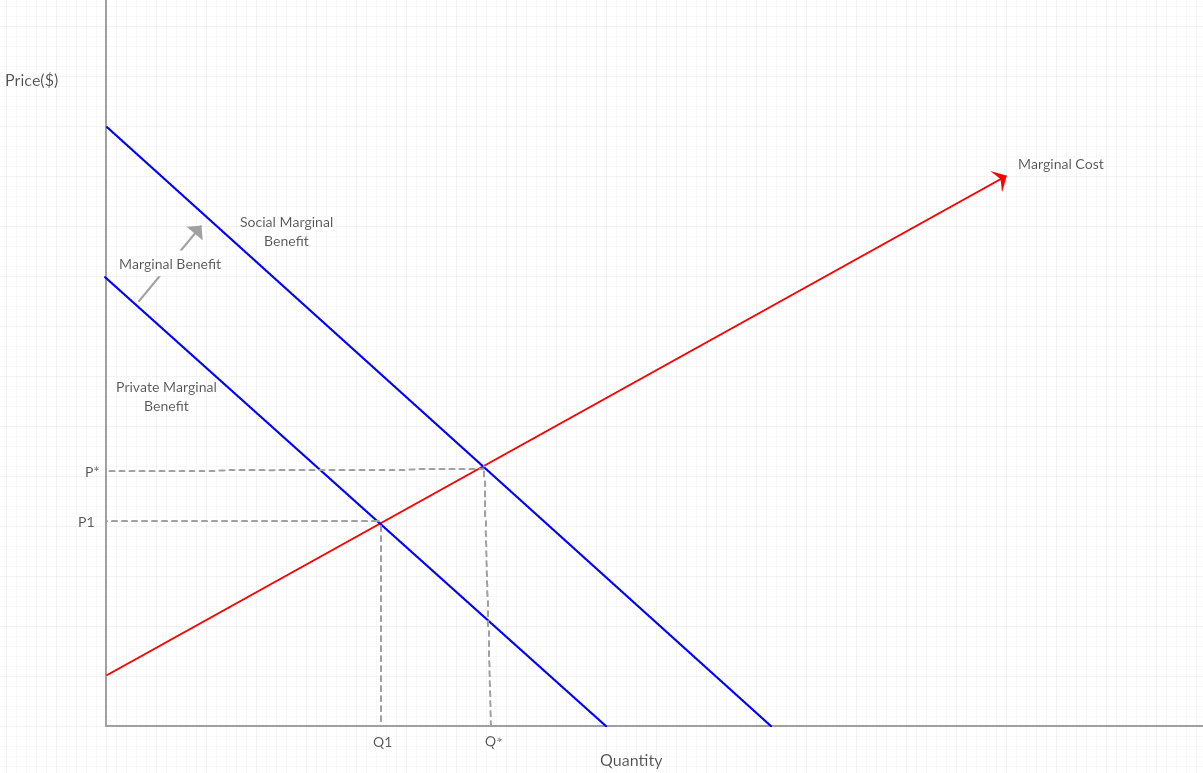
Si los individuos toman la decisión de inmunizar en base al Beneficio Marginal Privado vemos una cantidad de Q1 al precio P1 mientras que el punto socialmente óptimo está en la cantidad Q* y el precio P*. La distancia entre las líneas de beneficio privado y marginal es el costo del beneficio marginal para la sociedad.

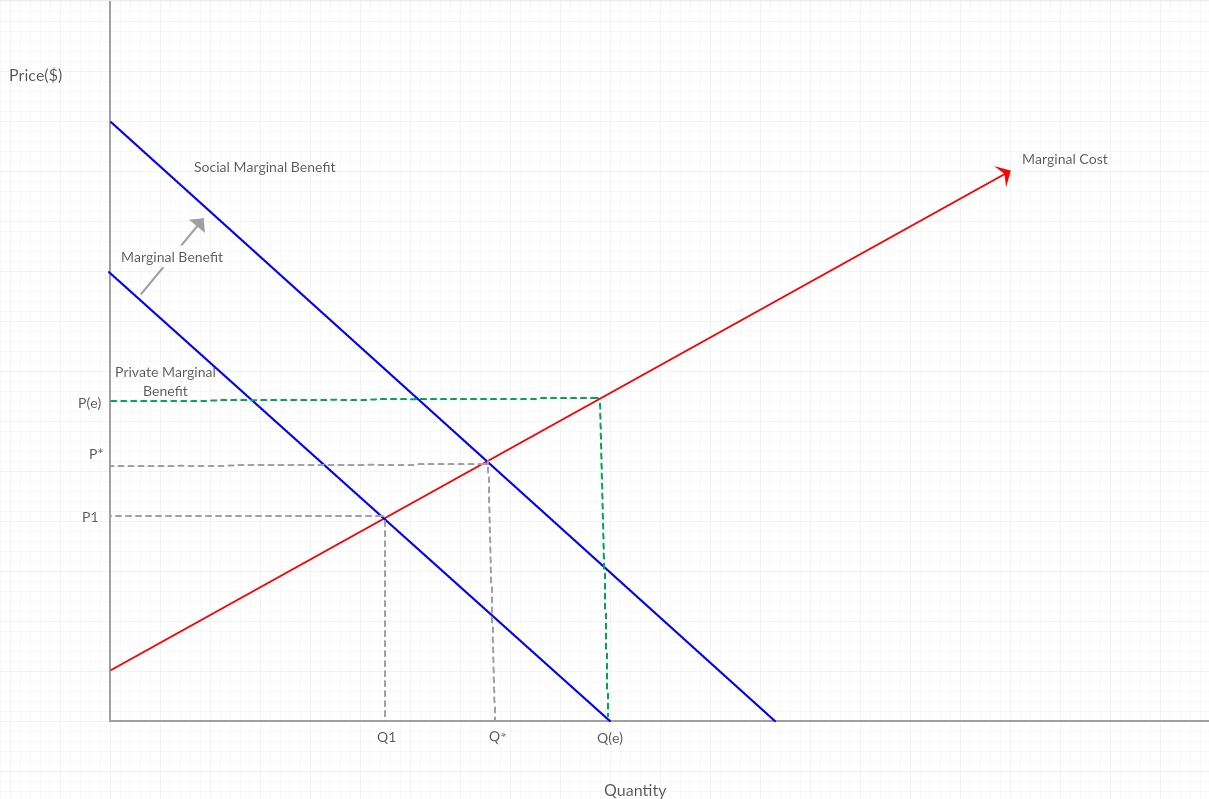
La inmunización A no tiene un beneficio marginal social lo suficientemente grande como para desplazar Q1 a Q(e), sino que aterriza en Q*

### Externalidad positiva
Las inmunizaciones imponen a la sociedad lo que se conoce como una externalidad de consumo positiva. Además de proporcionar al individuo protección contra ciertos antígenos, añade una mayor protección a todos los demás individuos de la sociedad a través de la inmunidad de la manada. Debido a que esta protección extra no se tiene en cuenta en las transacciones de mercado de las inmunizaciones, vemos una infravaloración del beneficio marginal de cada inmunización. Este fallo de mercado se debe a que los individuos toman decisiones basadas en su beneficio marginal privado en lugar del beneficio marginal social. La infravaloración de las inmunizaciones por parte de la sociedad significa que a través de las transacciones normales de mercado terminamos con una cantidad inferior a la que es socialmente óptima.
Por ejemplo, si el individuo A valora su propia inmunidad a un antígeno en 100 dólares pero la inmunización cuesta 150 dólares, el individuo A decidirá no recibir la inmunización. Sin embargo, si el beneficio añadido de la inmunidad de rebaño significa que la persona B valora la inmunidad de la persona A en 70 dólares, entonces el beneficio marginal social total de su inmunización es de 170 dólares. Si el beneficio marginal privado del individuo A es menor que el beneficio marginal social, se produce un consumo insuficiente de inmunizaciones.

### Resultado socialmente óptimo
El hecho de que los beneficios marginales privados sean inferiores a los beneficios marginales sociales siempre llevará a un consumo insuficiente de cualquier bien. La magnitud de la disparidad está determinada por el valor que la sociedad atribuye a cada una de las diferentes inmunizaciones. Muchas veces, las inmunizaciones no alcanzan una cantidad socialmente óptima lo suficientemente alta como para erradicar el antígeno. En cambio, alcanzan una cantidad social que permite una cantidad óptima de individuos enfermos. La mayoría de las enfermedades comúnmente inmunizadas en los Estados Unidos todavía tienen una presencia pequeña con brotes ocasionales más grandes. El sarampión es un buen ejemplo de una enfermedad cuyo óptimo social deja suficiente espacio para brotes en los Estados Unidos que a menudo conducen a la muerte de un puñado de individuos.

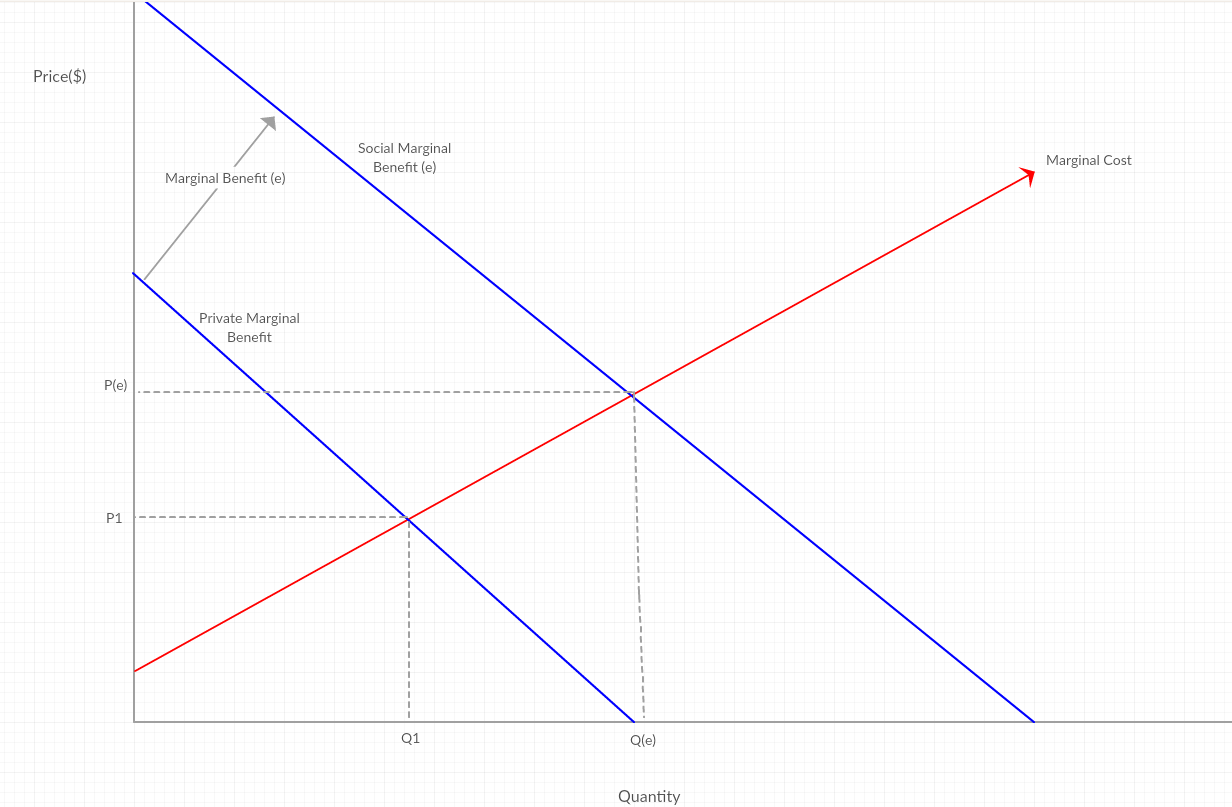
La inmunización B tiene un beneficio marginal social lo suficientemente grande como para llevar a Q1 a Q(e), la cantidad en la que se produce la erradicación

También hay ejemplos de enfermedades tan peligrosas que el óptimo social terminó con la erradicación del virus, como la viruela. En estos casos, el beneficio social marginal es tan grande que la sociedad está dispuesta a pagar el costo para alcanzar un nivel de inmunización que hace imposible la propagación y la supervivencia de la enfermedad.
A pesar de la gravedad de ciertas enfermedades, el costo de la inmunización frente al beneficio social marginal significa que la erradicación total no siempre es el objetivo final de la inmunización. Aunque es difícil decir exactamente dónde está el resultado socialmente óptimo, sabemos que no es la erradicación de todas las enfermedades para las que existe una inmunización.

### Internalizar la externalidad
Para internalizar la externalidad positiva impuesta por las inmunizaciones deben hacerse pagos iguales al beneficio marginal. En países como los Estados Unidos estos pagos suelen hacerse en forma de subsidios del gobierno. Antes de 1962, los programas de inmunización en los Estados Unidos se llevaban a cabo a nivel local y estatal. La inconsistencia de los subsidios hizo que algunas regiones de los Estados Unidos alcanzaran la cantidad socialmente óptima, mientras que otras regiones se quedaron sin subsidios y permanecieron en el nivel de beneficio marginal privado de las inmunizaciones. Desde 1962 y la Ley de asistencia para la vacunación, los Estados Unidos en su conjunto han ido avanzando hacia el resultado socialmente óptimo en mayor escala. A pesar de los subsidios del gobierno es difícil saber cuándo se ha alcanzado el óptimo social. Además de las dificultades que determinan el verdadero beneficio marginal social de las inmunizaciones vemos movimientos culturales que cambian las curvas de beneficios marginales privados. Las controversias sobre las vacunas han cambiado la forma en que algunos ciudadanos privados ven el beneficio marginal de ser inmunizados. Si el individuo A cree que existe un gran riesgo para la salud, posiblemente mayor que el propio antígeno, asociado a la inmunización, no estará dispuesto a pagar o a recibir la inmunización. Con menos participantes dispuestos y un beneficio marginal cada vez mayor, alcanzar un óptimo social se hace más difícil para los gobiernos mediante subvenciones.
Además de la intervención del gobierno mediante subvenciones, las organizaciones sin fines de lucro también pueden hacer avanzar a una sociedad hacia el resultado socialmente óptimo proporcionando inmunizaciones gratuitas a las regiones en desarrollo. Sin la capacidad de costear las inmunizaciones para empezar, las sociedades en desarrollo no podrán alcanzar una cantidad determinada por los beneficios marginales privados. Mediante la ejecución de programas de inmunización, las organizaciones pueden hacer que las comunidades privadas subinmunizadas avancen hacia el óptimo social.